# Life for Rent (canção)
"Life for Rent" é o segundo single lançado pela cantora Dido do segundo álbum de estúdio, Life for Rent.

## Videoclipe
No vídeo musical, a cantora está numa casa abandonada, sentada no chão a cantar a música.

## Faixas e formatos
Reino Unido Maxi-Single
1. "Life for Rent (Versão do Álbum)"
2. "Life for Rent (Skinny 4 Rent Mix)"
3. "Stoned (Spiritchaser Mix)"
4. "Life for Rent (Vídeo)"

## Desempenho

### Posições
| Tabelas musicais (2003)           | Melhor posição |
| --------------------------------- | -------------- |
| Australian ARIA Singles Chart     | 23             |
| Austrian Singles Chart            | 23             |
| Belgium Singles Chart             | 24             |
| Dutch Singles Chart               | 9              |
| European Singles Chart            | 15             |
| Finnish Singles Chart             | 1              |
| French Singles Chart              | 20             |
| German Singles Chart              | 18             |
| Irish Singles Chart               | 1              |
| Italian Singles Chart             | 1              |
| New Zealand Singles Chart         | 8              |
| Russian Singles Chart             | 1              |
| Swedish Singles Chart             | 15             |
| Swiss Singles Chart               | 13             |
| UK Singles Chart                  | 8              |
| U.S. Billboard Hot Digital Tracks | 5              |